# Aandelengerelateerde beloningen
Aandelengerelateerde beloningen (ook wel genoemd share-based incentives of equity incentives) zijn personeelsbeloningen waarvan de waarde afhankelijk is van de waarde van aandelen of vergelijkbare rechten, zoals certificaten van aandelen.
Aandelengerelateerde beloningen zijn een deel van het bezoldigingsbeleid (ook wel genoemd beloningsbeleid) van organisaties, en uit de aard der zaak veelal organisaties die gericht zijn op het maken van winst (ondernemingen). Het bezoldigingsbeleid op zijn beurt maakt weer deel uit van het personeelsbeleid van organisaties.
Aandelengerelateerde beloningen zijn variabel en nagenoeg altijd langetermijnbeloningen.

## Het doel van aandelengerelateerde beloningen
Met aandelengerelateerde beloningen worden meerdere organisatiedoelen nagestreefd. Het betreft onder meer:
- Het aanwerven van personeel;
- Het behouden van personeel;
- Het gelijkstellen van het economische belang bij de organisatie van de eigenaren van de organisatie en het bestuur van de organisatie, of het personeel van de organisatie in het algemeen;
- Het laten meedelen van het personeel in financiële succes van de organisatie;
- Het creëren van een groepsgevoel bij het personeel van een groep van organisaties;
- Het aanbieden van een marktconforme bezoldiging; en
- Het verminderen van personeelskosten die betaald worden in geld.

Oorspronkelijk werden aandelengerelateerde beloningen vooral gezien als een goed instrument om het zogenoemde agencyprobleem op te lossen. Dat agencyprobleem bestaat daarin dat de financiële belangen van de eigenaren van een organisatie niet gelijkgesteld zijn aan degenen die namens de eigenaren het bestuur van de organisatie voeren, indien de eigenaren / bestuurders niet dezelfde personen zijn. Door de bestuurders van de organisatie hetzelfde financiële belang bij de organisatie te geven als de eigenaren, zouden die bestuurders zich meer als eigenaren van de organisatie gaan gedragen. Dit argument wordt nog steeds gebruikt ter rechtvaardiging van aandelengerelateerde beloningen.

## Vormen van aandelengerelateerde beloningen
Aandelengerelateerde beloningen vinden hun oorsprong in de Verenigde Staten van Amerika en vandaar dat veel van de terminologie Engelstalig is.
Vormen van aandelengerelateerde beloningen zijn onder meer:

### Restricted Stock/Restricted Shares
Dit zijn voorwaardelijk toegekende gratis aandelen waarvan het eigendom op het moment van toekenning direct overgaat op de werknemer. Indien of voor zover de werknemer tot een bepaalde na de toekenning gelegen datum echter niet voldoet aan bepaalde voorwaarden (bijvoorbeeld de voorwaarde dat de werknemer op die datum nog in dienst is), dient de werknemer een deel of alle toegekende aandelen om niet (=zonder vergoeding) aan de werkgever terug te leveren. Totdat vaststaat dat de werknemer de aandelen definitief mag houden (de datum waarop dit gemeten wordt, wordt de "vesting date" genoemd), geldt de beperking dat de werknemer nog niet over de aandelen mag beschikken (de werknemer mag de aandelen tot die tijd bijvoorbeeld nog niet verkopen, zo hij dat zou willen). In economische zin geniet de werknemer daadwerkelijk pas wat als vaststaat dat hij (een deel van) de eerder toegekende aandelen mag houden. Restricted Stock worden ook wel Restricted Shares genoemd.

### Restricted Stock Units (RSUs)
Restricted Stock Units zijn voorwaardelijk toegekende gratis aandelen waarvan de eigendom onder meer pas op de werknemer overgaat indien en / of voor zover de werknemer aan bepaalde voorwaarden voldoet. De datum waarop gemeten wordt of aan de voorwaarden voldaan is, wordt de vesting date genoemd genoemd. Een veel voorkomende voorwaarde is de voorwaarde dat de werknemer op de vesting date nog in dienst moet zijn: is de werknemer dat wel, dan krijgt hij de aandelen, is de werknemer dat niet, dan krijgt hij de aandelen niet. Daarnaast kunnen ook andere, bijvoorbeeld financiële voorwaarden, gesteld worden. Totdat de aandelen aan de werknemer geleverd worden, is hij in juridische zin nog geen aandeelhouder (dit in tegenstelling tot de houder van Restricted Stock). Dit betekent onder meer dat de werknemer tot het moment dat de aandelen geleverd zijn geen recht heeft op dividenden en in het algemeen in juridische zin niet met een aandeelhouder gelijkgesteld kan worden. In sommige gevallen heeft de werknemer contractueel wel recht op zogenoemde dividend equivalents. Dit zijn extra betalingen (betalingen boven op de toekenning van de gratis aandelen zelf) in aandelen en / of geld die gelijk zijn aan de dividenden die op de echte aandelen betaald zijn vanaf het moment van de toekenning tot het moment dat de aandelen geleverd worden.

### Performance Shares
Performance Shares is een andere term voor Restricted Stock en RSUs. Deze term legt meer de nadruk op het feit dat de werknemer aan bepaalde (financiële) prestatievoorwaarden moet voldoen alvorens hij (een deel van) de aandelen mag behouden.

### Stock Options/Share Options(werknemersopties)
Dit is een al dan niet voorwaardelijk toegekend recht om gedurende een bepaalde periode tegen een vooraf vastgestelde prijs per aandeel een bepaald aantal aandelen te mogen kopen.

### Performance Options(werknemersopties)
Dit is een voorwaardelijk toegekend recht om gedurende een bepaalde periode tegen een vooraf vastgestelde prijs per aandeel een bepaald aantal aandelen te mogen kopen. De hoeveelheid aandelen die gekocht mag worden is afhankelijk van het behalen van prestatievoorwaarden.

### Phantom Stock/Phantom Shares
Phantom stocks kunnen beschouwd worden als een soort werknemersparticipatie. Phantom stocks, in het Nederlands ook bekend als spookaandelen, kennen aan de begunstigde werknemer een aantal financiële voordelen toe, die beschermd worden op een fictief aandeelhouderschap. Bij deze spookaandelen worden geen effectieve effecten aan de begunstigde overhandigd. Er is ook helemaal geen deelname in het kapitaal van de vennootschap zoals dit het geval is bij gewone kapitaalaandelen. Phantom stock vormen in feite een berekeningswijze om te komen tot een financieel voordeel voor de werknemer. Het financiële voordeel wordt berekend op basis van de meerwaarde op de aandelenkoers van de vennootschap of op de grootte van de uitgekeerde dividenden.

### Stock Appreciation Rights (SARs)
Dit zijn voorwaardelijk toegekende rechten op een betaling in geld of aandelen waarvan de hoogte wordt vastgesteld als waren deze rechten werknemersopties. Het recht op de betaling kan afhankelijk gesteld zijn van het behalen van bepaalde prestatievoorwaarden.

### Employee Stock Purchase Rights / ESPP (aandelenkoopplan)
Dit zijn rechten om aandelen met een bepaalde korting te kopen nadat werknemers hiervoor gedurende een bepaalde periode hebben gespaard. Onder invloed van Amerikaanse fiscale wetgeving kennen vele aandelenkoopplannen een korting van 15% ten opzichte van de werkelijke beurswaarde van het aandeel. Het recht om de aandelen te kopen is in de regel niet afhankelijk van het behalen van prestatievoorwaarden. De groep van werknemers binnen een organisatie die voor deze rechten in aanmerking komt is veelal groter dan die bij andere vormen van aandelengerelateerde beloningen. Om die reden worden aandelenkoopplannen ook wel aangeduid met de term All-Employee Stock Purchase Plans.

## In Nederland gebruikelijke vormen
In Nederland is de meest voor de hand liggende vorm om medewerkers rechtstreeks aandelen te geven. Dit heeft echter een aantal nadelen: de aandelen moeten worden overgedragen via een notaris, wat leidt tot kosten, en de medewerkers hebben toegang tot de aandeelhoudersvergadering. Dit is vaak voor medewerkers met een lagere functie en/of een klein aandeel ongewenst. Daarom zijn in Nederland diverse andere juridische vormen van participatie ontwikkeld:

### Aandelenopties
Een aandelenoptie is feitelijk het recht om een aandeel te kopen tegen een bepaalde prijs. Vaak mogen de opties pas na bepaalde tijd worden uitgeoefend. De waarde van de optie is in de basis belast op het moment van toekennen, maar door nieuwe wetgeving per 2023 mag de belasting worden uitgesteld zolang de optie niet verhandelbaar is of wordt ingewisseld tegen een niet verhandelbaar aandeel.

### Certificaten van aandelen
Hierbij wordt een deel van de aandelen van het bedrijf overgedragen naar een Stichting AdministratieKantoor of coöperatie, die vervolgens certificaten uitgeeft aan de oorspronkelijke eigenaren. Deze kunnen dan gemakkelijker kleine hoeveelheden certificaten weggeven of verhandelen, zonder dat een notaris nodig is.

### Stock Appreciation Rights
Bij Stock Appreciation Rights krijgt de medewerker de toezegging voor een uitkering in de toekomst, die gekoppeld is aan de waardegroei (stock appreciation) van de aandelen van het bedrijf. Bij de pure SAR's wordt vaak alleen de waardestijging uitgekeerd, en niet gedeeld in tussentijds dividend. De SAR's hebben vaak een vaste looptijd, of worden tussentijds uitgekeerd bij een bedrijfsverkoop of beursgang. 

### Employee Ownership Trust
Een Employee Ownership Trust is een model dat over is gekomen vanuit het Verenigd Koninkrijk en dat zich het best laat vertalen als een Werknemers Aandeelhouders Fonds. Hierbij worden langzaam de eigenaren uitgekocht en worden de aandelen overgedragen naar bijvoorbeeld een stichting, die deze namens de werknemers beheert. Het stichtingsbestuur is gericht op de continuiteit van de onderneming, terwijl de werknemers op termijn mee kunnen profiteren van het rendement.

## Diversiteit
Het gebruik van bovenstaande termen neemt niet weg dat er een zeer grote diversiteit aan aandelengerelateerde beloningen bestaat en dat ook de gebruikte terminologie nog al eens van organisatie tot organisatie wil verschillen. Aandelengerelateerde beloningen zijn juridisch gezien in Nederland deel van het burgerlijk recht, meer in het bijzonder van het overeenkomstenrecht en het arbeidsrecht. Het burgerlijk recht kent aan burgers een grote mate van vrijheid toe om  regelingen in te richten naar het die burgers goeddunkt. Feitelijk heeft daarom nagenoeg iedere organisatie haar eigen specifieke regeling(en), zodat iedere regeling specifiek bestudeerd moet worden om na te gaan welk(e) doel(en) zij nastreven en hoe zij werken.